# Her Greatest Love

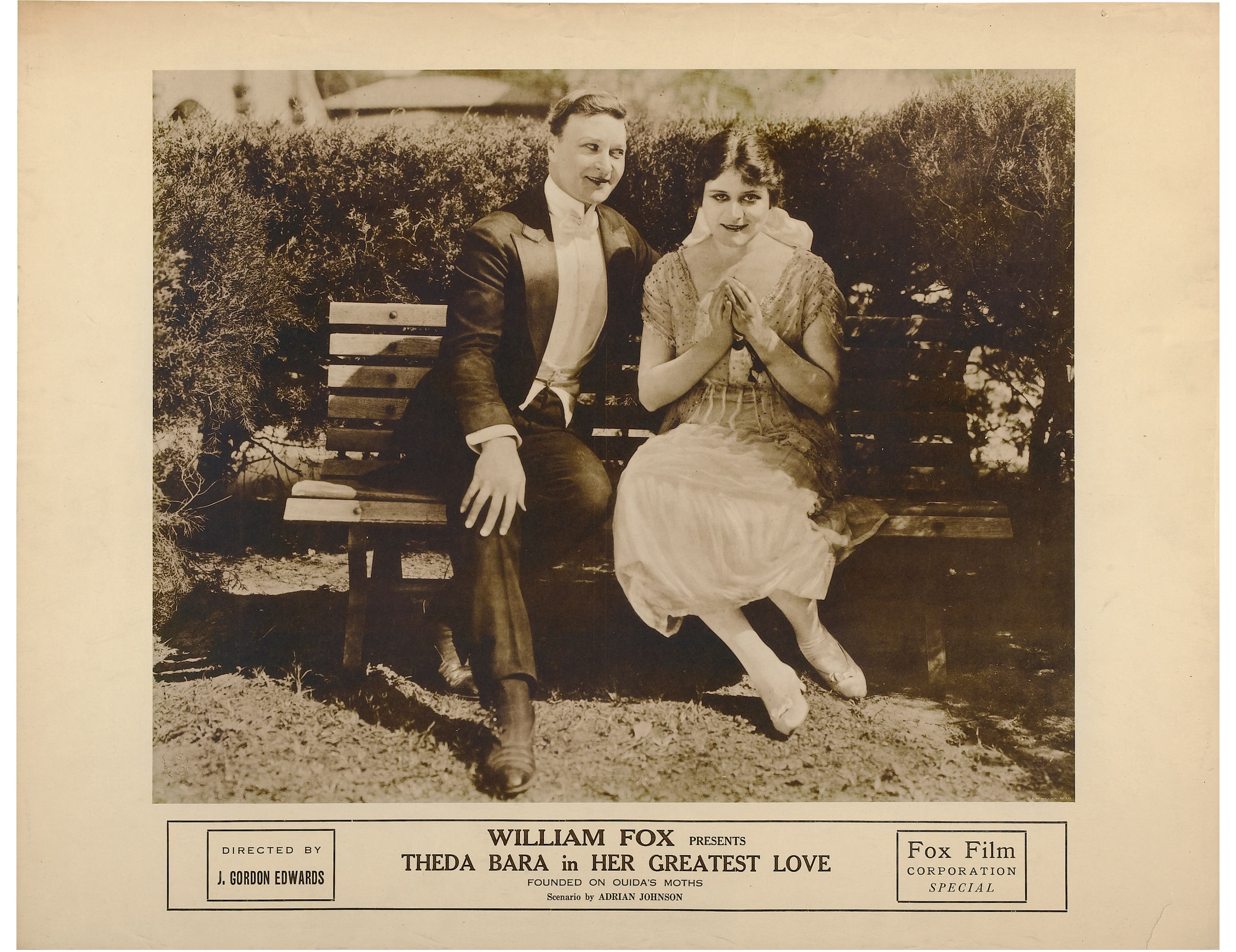
Theda Bara em Her Greatest Love.

Her Greatest Love é um filme mudo norte-americano de 1917, do gênero drama, dirigido por J. Gordon Edwards, estrelado por Theda Bara, e baseado no romance Moths, de Ouida.

## Elenco
- Theda Bara como Hazel
- Marie Curtis como Lady Dolly
- Walter Law como Príncipe Zuoroff
- Glen White como Lord Jura
- Harry Hilliard como Lucies Coresze
- Callie Torres como Jeanne De Sonnaz
- Alice Gale como Enfermeira
- Grace Saum como Empregada doméstica

## Status de preservação
O filme atualmente é considerado perdido.